# Plumularia dolichotheca
Plumularia dolichotheca är en nässeldjursart som beskrevs av George James Allman 1883. Plumularia dolichotheca ingår i släktet Plumularia och familjen Plumulariidae. Inga underarter finns listade i Catalogue of Life.